# Bergedorf
Bergedorf je največje izmed sedmih mestnih okrožij Hamburga v Nemčiji. Leži ob reki Bille. 
Bergedorf je bilo nekoč samostojno naselje, ki je leta 1275 je prejelo mestne pravice. Od leta 1938 je del Hamburga.